# شارود
شارود (به مجاری:  Sarród) یک منطقهٔ مسکونی در مجارستان است که در ناحیه شوپرون واقع شده‌است. شارود ۴۰٫۰۷ کیلومتر مربع مساحت و ۱٬۱۵۹ نفر جمعیت دارد.